# Liste der Bodendenkmäler in Meinheim
Auf dieser Seite sind die Bodendenkmäler in der mittelfränkischen Gemeinde Meinheim zusammengestellt. Diese Tabelle ist eine Teilliste der Liste der Bodendenkmäler in Bayern. Grundlage ist die Bayerische Denkmalliste, die auf Basis des Bayerischen Denkmalschutzgesetzes vom 1. Oktober 1973 erstmals erstellt wurde und seither durch das Bayerische Landesamt für Denkmalpflege geführt wird. Die folgenden Angaben ersetzen nicht die rechtsverbindliche Auskunft der Denkmalschutzbehörde.

## Bodendenkmäler in Meinheim
| Lage                  | Objekt | Akten-Nr.     | Bild            |
| --------------------- | --- | ------------- | --------------- |
| Dittenheim (Standort) | Befestigte Höhensiedlung des Neolithikums, der Bronze-, Urnenfelder- und Hallstattzeit, der römischen Kaiserzeit und des Frühmittelalters. | D-5-6930-0056 | (D-5-6930-0056) |
| Meinheim (Standort)   | Bestattungsplatz mit Grabhügeln mit Bestattungen der Bronze- und der Hallstattzeit.                                                        | D-5-6930-0140 |                 |
| Meinheim (Standort)   | Mittelalterlicher Burgstall. | D-5-6930-0141 |                 |
| Meinheim (Standort)   | Burgstall des Mittelalters. | D-5-6930-0142 | (D-5-6930-0142) |
| Meinheim (Standort)   | Römische Villa rustica. | D-5-6930-0149 |                 |
| Meinheim (Standort)   | Untertägige Bestandteile der mittelalterlichen evang.-luth. Pfarrkirche St. Wunibald.                                                      | D-5-6930-0265 |                 |
| Meinheim (Standort)   | Untertägige Bestandteile und Vorgängerbauten der evang.-luth. Filialkirche St. Margaretha.                                                 | D-5-6930-0269 |                 |
| Alesheim (Standort)   | Furt der römischen Kaiserzeit. | D-5-6931-0059 |                 |
| Meinheim (Standort)   | Freilandstation des Jungpaläolithikums und Siedlung des Alt- und Mittelneolithikums sowie der Urnenfelderzeit.                             | D-5-6931-0152 |                 |
| Meinheim (Standort)   | Kreisgraben vorgeschichtlicher Zeitstellung.                                                                                               | D-5-6931-0153 |                 |
| Meinheim (Standort)   | Villa rustica der römischen Kaiserzeit. | D-5-6931-0154 |                 |
| Alesheim (Standort)   | Flussübergang der römischen Kaiserzeit. | D-5-6931-0491 |                 |

## Ehemalige Bodendenkmäler
| Beschreibung des Bodendenkmals                                   | Koordinaten                     | Denkmalnummer | Bild |
| ---------------------------------------------------------------- | ------------------------------- | ------------- | ---- |
| Mittelalterlicher und frühneuzeitlicher Altort von Kurzenaltheim | 49° 1′ 45,3″ N, 10° 47′ 17,3″ O | D-5-6930-0270 |      |
| Mittelalterlicher und frühneuzeitlicher Altort von Meinheim      | 49° 1′ 44,5″ N, 10° 48′ 44,1″ O | D-5-6930-0266 |      |
| Mittelalterlicher und frühneuzeitlicher Altort von Wolfsbronn    | 49° 0′ 49,5″ N, 10° 47′ 26,7″ O | D-5-6930-0268 |      |